# Coupe d'Afrique des vainqueurs de coupe de football 1975
Navigation
Édition suivante
La Coupe d'Afrique des vainqueurs de coupe de football 1975 est la toute première édition de la Coupe d'Afrique des vainqueurs de coupe. 
Cette nouvelle compétition qui oppose les vainqueurs des Coupes nationales voit le sacre du Tonnerre Yaoundé, dans une finale qui se joue en deux matchs face au Stella Club d'Adjamé. Il s'agit du premier titre africain pour le Tonnerre Yaoundé et de la première finale africaine du Stella Club d'Adjamé.
Seulement quinze équipes participent à cette édition inaugurale.

## Premier tour
| Équipe 1             | Résultat | Équipe 2         | Aller | Retour |
| -------------------- | -------- | ---------------- | ----- | ------ |
| Ittihad Alexandrie   | 2 - 0    | Saint-George SA  | 2 - 0 | 0 - 0  |
| Ifodje Atakpamé      | 3 - 2    | Sahel SC         | 1 - 0 | 2 - 2  |
| Mighty Jets          | 2 - 2E   | Tonnerre Yaoundé | 2 - 2 | 0 - 0  |
| Mufulira Wanderers   | 6 - 1    | Jeshi Zanzibar   | 3 - 0 | 3 - 1  |
| Postel Sport         | 1 - 3    | AS Tempête Mocaf | 1 - 0 | 0 - 3  |
| Stella Club d'Adjamé | 2 - 0    | Mighty Barrolle  | 1 - 0 | 1 - 0  |
| Wallidan FC          | 0 - 2    | ASC Jeanne d'Arc | 0 - 0 | 0 - 2  |
| Fortior Mahajanga    | -        | exempt           |       |        |

## Quarts de finale
| Équipe 1           | Résultat | Équipe 2                  | Aller | Retour |
| ------------------ | -------- | ------------------------- | ----- | ------ |
| Ittihad Alexandrie | -        | Tonnerre Yaoundé          | 4 - 0 | 0 - 3  |
| Ifodje Atakpamé    | 0 - 5    | Stella Club d'Adjamé      | 0 - 1 | 0 - 4  |
| ASC Jeanne d'Arc   | 4 - 2    | AS Tempête Mocaf          | 1 - 1 | 3 - 1  |
| Mufulira Wanderers | -        | Fortior Mahajanga forfait |       |        |

## Demi-finales
| Équipe 1         | Résultat | Équipe 2             | Aller | Retour |
| ---------------- | -------- | -------------------- | ----- | ------ |
| ASC Jeanne d'Arc | 3 - 4    | Stella Club d'Adjamé | 2 - 2 | 1 - 2  |
| Tonnerre Yaoundé | 3 - 2    | Mufulira Wanderers   | 1 - 0 | 2 - 2  |

## Finale
| Équipe 1             | Résultat | Équipe 2         | Aller | Retour |
| -------------------- | -------- | ---------------- | ----- | ------ |
| Stella Club d'Adjamé | 1 - 5    | Tonnerre Yaoundé | 0 - 1 | 1 - 4  |

## Vainqueur
| Coupe d'Afrique des vainqueurs de coupe Vainqueur 1975 |
| ------------------------------------------------------ |
| Tonnerre Yaoundé Premier titre                         |